# Райт, Билс
Билс Колман Райт (англ. Beals Coleman Wright; 19 декабря 1879, Бостон — 23 августа 1961, Олтон, Иллинойс) — американский теннисист, четырёхкратный победитель открытого чемпионата США, дважды чемпион летних Олимпийских игр 1904.

## Турниры Большого шлема
Всего, Райт выиграл 4 турнира Большого шлема

### Уимблдонский турнир
- Парный разряд — финал (1907)

### Открытый чемпионат США
- Одиночный разряд — победа (1905), финал (1901, 1906, 1908)
- Парный разряд — победа (1904-1906), финал (1901, 1908, 1918)

## Кубок Дэвиса
Райт входил в состав сборной США на четырёх розыгрышах кубка Дэвиса, которая стала финалисткой турниров 1905, 1908 и 1911

## Олимпийские игры
На Играх 1904 в Сент-Луисе Райт участвовал в обоих турнирах. В индивидуальном стал чемпионом, выиграв пять встреч подряд. В парном разряде, играя вместе с Эдгаром Леонардом, они вместе выиграли соревнование, получив ещё золотые награды.